# Porra (arma)

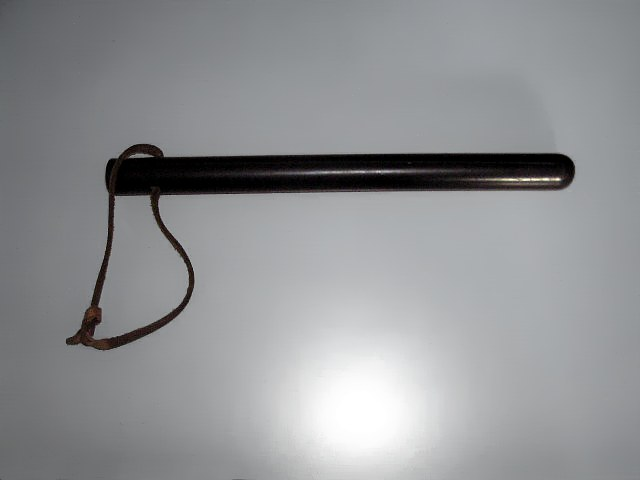
Porra utilizada anteriormente por la Policía Federal austríaca.

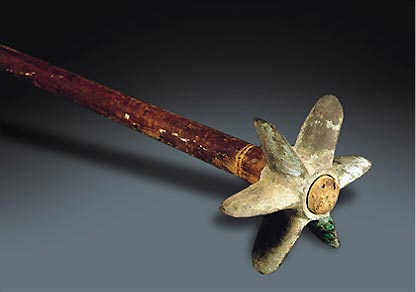
Porra inca.

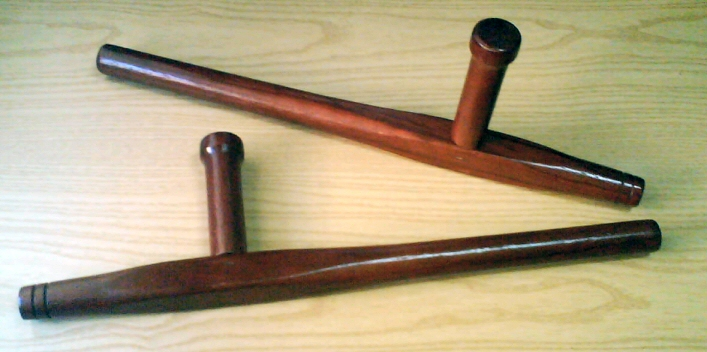
Tonfas

Una porra, cachiporra, defensa, tolete, garrote, bolillo, bastón, rolo, luma, amansa locos, entre otros nombres, es un arma contundente generalmente utilizada por las fuerzas policiales. Se trata de un palo corto que puede ser manipulado con una mano. Antiguamente se fabricaban en madera dura, pero actualmente pueden ser de goma, acrílico y plástico denso.
La policía británica empleó desde el siglo XIX hasta la década de 1990, porras de madera, que luego fueron reemplazadas por bastones extensibles (muy similar a una antena de radio). Actualmente, también es usada la PR-24, un arma derivada de la tonfa japonesa.